# 道佩·努黄
道佩·努黄（羅馬化：ki dāwphet nūhūang，1972年7月1日—2020年4月24日）是一名老挝男歌手，出生于甘蒙省的一个音乐家庭。1994年，他的哥哥组建了乐队“ໜຸ່ມໂກສິນ”，他也跟随加入，成为乐队中最年轻的成员。他和他的哥哥都成为了老挝知名的乡村歌手。2020年4月24日，因肾衰竭在老挝友谊医院去世。